# Blair Kinghorn
Blair Simon Kinghorn (Edimburgo, 18 gennaio 1997) è un rugbista a 15 britannico, internazionale per la Scozia, che gioca nel ruolo di estremo con il Tolosa nel Top 14.

## Biografia
Kinghorn iniziò a giocare nel 2015 con l'Edimburgo nel Pro12, lo stesso anno disputò con la nazionale scozzese under-20 i Campionati mondiali che si svolsero in Italia.
Debuttò a livello internazionale con la Scozia durante il Sei Nazioni 2018, affrontando l'Inghilterra a Murrayfield che venne sconfitta 25-13 nella terza partita valevole per il torneo. Nella successiva edizione del Sei Nazioni 2019 segnò tre mete nella partita vinta 33-20 contro l'Italia.

## Palmarès
- Champions Cup: 1
Tolosa: 2023-24